# Holzhausen (Immenhausen)
Holzhausen is een stadsdeel van de gemeente 
Immenhausen in Hessen in Duitsland. Holzhausen hoort bij het district Kassel (district). 
Holzhausen ligt aan de Uerdinger Linie, in het traditionele gebied van het Hessisch dialect. 
Holzhausen ligt niet ver van de gemeente Fuldatal.